# Église Notre-Dame d'Argenton-Notre-Dame
Pour les articles homonymes, voir Église Notre-Dame.
L'église Notre-Dame d'Argenton-Notre-Dame est une église catholique située à Argenton-Notre-Dame, dans le département français de la Mayenne. D'origine romane, elle possède une tour-clocher sur la croisée du transept. Elle abrite trois retables du XVIIe siècle et des lambris du XIXe.

## Histoire
L'église est dédiée à la Sainte Vierge. Elle fut bâtie au milieu du XIIe siècle, comme l'indiquent le plein cintre de la grande porte et l'ogive naissante de l'arcade qui sépare la nef du chœur et sur laquelle s'élève le clocher. 
Deux chapelles : à gauche, de Saint-Sébastien, à droite, de Sainte-Émérantienne, forment la croix. Une troisième, plus récente, bâtie dans la nef du côté de l'évangile, communique avec la précédente.
La chapelle de Saint-Etienne de la Fautraise, fondée le 19 novembre 1559 par Étienne Regnaut, y fut desservie. Les closeries de Soulioche et d'Ardanne composaient le temporel et la charge était de trois messes par semaine, annoncées par neuf « gobets » de la grosse cloche.
Pour l'Abbé Angot, cette église qui, avec ses peintures semées à profusion, avec ses vitraux donnés séparément par les pères et mères de famille, par les enfants, par les domestiques, ressemble à une chapelle de communauté. 
La première pierre du maître autel fut posée et bénite le 19 mars 1777 par  François Maumousseau, curé. Le 10 juillet 1779 se fit solennellement la translation d'une relique de sainte Flore, martyre, qu'on alla chercher jusqu'à l'église de Saint-Michel. C'était un don de Mme de Quatrebarbes qui avait reçu ces reliques de l'évêque de Nantes. 
Deux nouvelles cloches, fondues par Michel Guillaume, de Craon, avaient été bénites le 17 mars 1711. Parmi les objets précieux que mentionne un inventaire du8 septembre 1699, visé au cours de sa visite pastorale par l'évêque d'Angers, on signale deux reliquaires d'argent et une croix de même métal. 
La messe du lundi avait été fondée par Renée de Possard, dame d'Argenton ; celle du mercredi, par le seigneur de Cry ; la première messe du dimanche, par Étienne Guillot, prêtre et chanoine de Notre-Dame de Jarzé. L’église qu'un rapport sommaire du 17 nivôse 1802 dit en assez bon état, était cependant en 1810 à moitié découverte, une partie de la toiture et le lambris tout entier avaient été brûlés.
Son inventaire de 1906  se déroula le 14 mars 1906. Ce jour-là, l'agent préposé à cette tâche ne put trouver une seule place dans le bourg pour garer sa voiture.